# 滨崎荣一郎
滨崎荣一郎（日语：／ Hamazaki Eiichiro，1973年6月28日—），日本男子帆船运动员。他曾代表日本参加1998年亚洲运动会帆船比赛，获得一枚银牌。他也曾参加2000年夏季奥林匹克运动会。